# Jean-Martial Frédou
Jean-Martial Frédou, né le 28 janvier 1710 à Fontenay-Saint-Père et mort le 26 février 1795 (8 ventôse an III) à Versailles, est un peintre, dessinateur, pastelliste et graveur français, réputé pour son œuvre de portraitiste.

## Biographie
Jean-Martial Frédou de la Bretonnière se marie en 1735 à Adélaïde Séguier de Liancourt (1712-1773). Leur fils, Jean-Victor Frédou (1735-1762), artiste lui-même, est notamment connu pour sa contribution au catalogue de la Galerie Electorale de Düsseldorf dont il reproduit, au dessin, un certain nombre des tableaux.
Sa sœur, Marie-Catherine Fredou (1712-1773) est également peintre : on lui prête notamment un portrait de Joseph Ier, roi de Portugal (1714-1777). Le mari de cette dernière, Jean-Charles François (1717-1769), est graveur. Jean-Martial Frédou sera lui-même graveur, signant parfois avec une anagramme de son nom : « VODERF ». François reproduit de nombreuses œuvres de Jean-Martial Fredou, en utilisant la technique dite à la manière de crayon, qu'il développe en France.
Jean-Martial Frédou s'installe auprès de la Cour, à Versailles, en 1752. Son parcours artistique, d'une belle longévité, reste mal connu même si certaines de ses œuvres ont pu être diffusées par la gravure. Les Archives nationales conservent un certain nombre de factures, présentées sous forme de mémoires, ainsi que des inventaires de commandes qui renseignent sa production pour la Cour. Son activité auprès de sa clientèle de particuliers est quant à elle mal documentée, du fait notamment de la perte, au XIXe siècle, de son livre de raison qui répertoriait l'ensemble de ses œuvres.   
En 1755, Il rejoint le Cabinet des Tableaux du roi en tant que peintre-copiste. Cette institution qui relève de l'administration de la Surintendance des Bâtiments du roi a notamment pour mission de diffuser l'image du Roi et de la famille royale. Les peintres qu'elle emploie  réalisent des copies de portraits royaux qui sont offertes. Jean-Martial Fredou est ainsi amené à réaliser des copies de portraits royaux réalisés par les grands maîtres tels que Jean-Marc Nattier, Maurice-Quentin de La Tour ou Louis-Michel van Loo. La réplique d'un portrait de Louis XV par Louis-Amédée Van Loo réalisée par Frédou a ainsi été redécouverte en 2020 à Moissac. 
De manière ponctuelle, peuvent lui être commandés des compositions originales, motifs architecturaux, scènes de bataille ou tableaux religieux.
Jean-Martial Frédou se distingue en outre des autres peintres du Cabinet des tableaux du Roi par une œuvre personnelle de portraitiste.
Il réalise ainsi entre 1760 et 1762 le portrait des enfants du dauphin Louis (1729-1765) — fils de Louis XV — et de la dauphine Marie-Josèphe de Saxe (1731-1767) à l'huile ou aux trois crayons (sanguine, craie blanche et pointe noire) rehaussés de pastel. Parmi les enfants représentés figurent les futurs rois de France Louis XVI, Louis XVIII et Charles X ainsi que Louis-Joseph-Xavier, duc de Bourgogne (1751-1761), leur frère aîné, mort à l'âge de dix ans des suites d'une chute d'un cheval de bois utilisé pour l'exercice. Jean-Martial Frédou le représente en 1760 dans l'éclat de son costume de Cour puis en 1761, malade et alité à quelque temps de sa disparition ; de nombreuses copies de cet émouvant portrait lui seront commandées.      
Mais il développe également une clientèle de particuliers dont il laisse de nombreux portraits, pastels, huiles ou trois crayons, personnages identifiés ou dont le nom s'est perdu au fil du temps.      
À partir de 1776, il est nommé Premier peintre de Monsieur, frère du Roi et futur Louis XVIII.
La présentation de ses œuvres, lors d'expositions ou de ventes aux enchères publiques, permet de redécouvrir les charmes de l'œuvre de ce peintre au « genre soigné », en qui, ainsi que le souligne le Bénézit, « se retrouvent les qualités les plus aimables du XVIIIe siècle ».

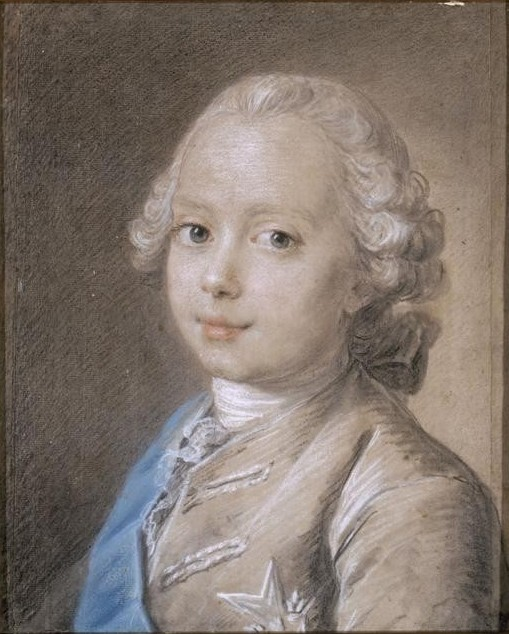
Louis Joseph Xavier, duc de Bourgogne (1751-1761), 1760, conservé au  Château de Versailles.
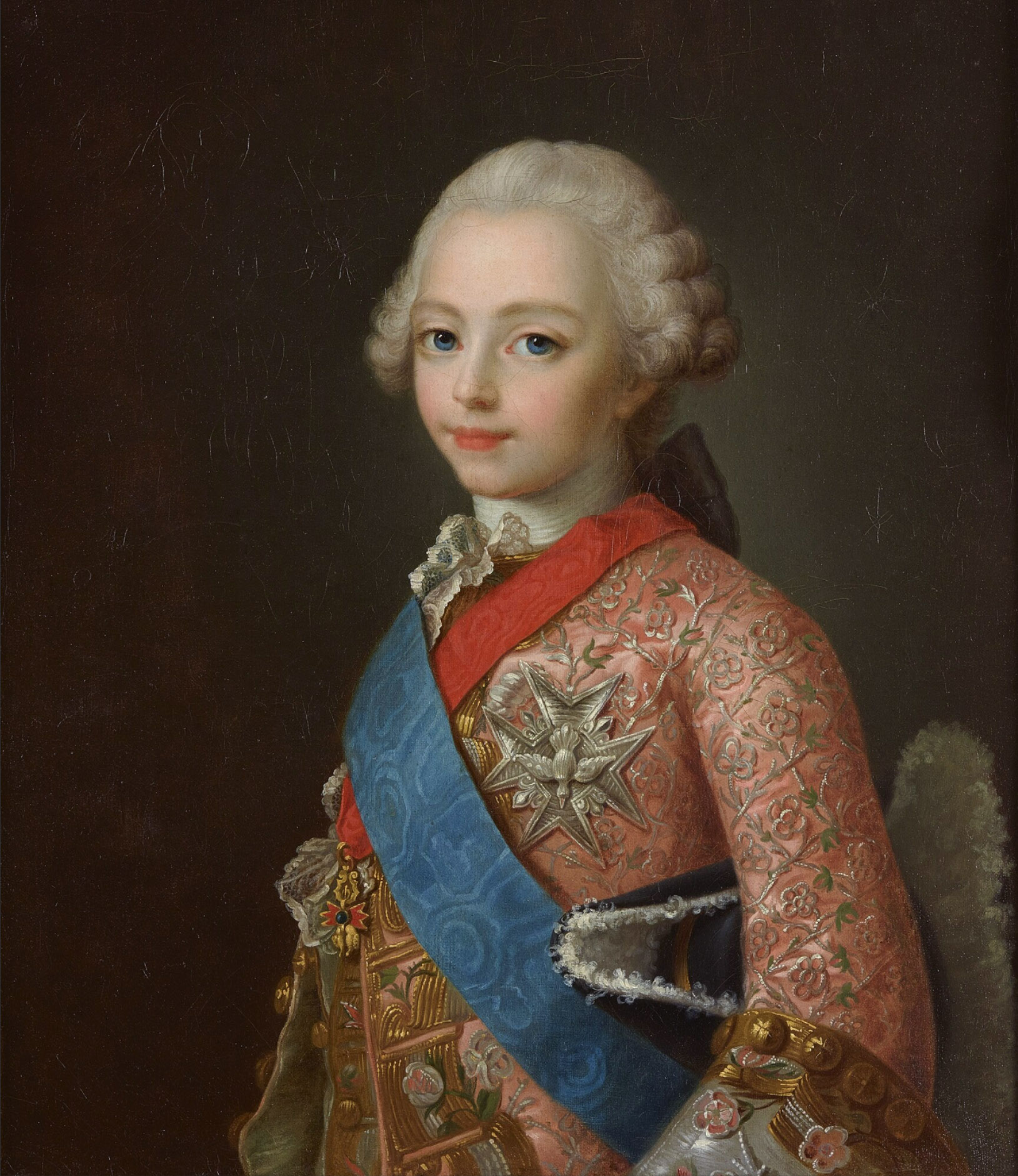
Louis-Joseph-Xavier, duc de Bourgogne (1751-1761), 1760, conservé au Château de Versailles.
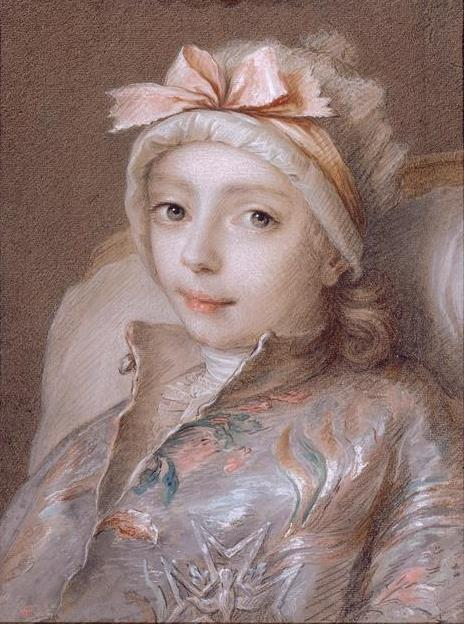
Louis Joseph Xavier, duc de Bourgogne (1751-1761) malade, 1761, conservé au  Château de Versailles.
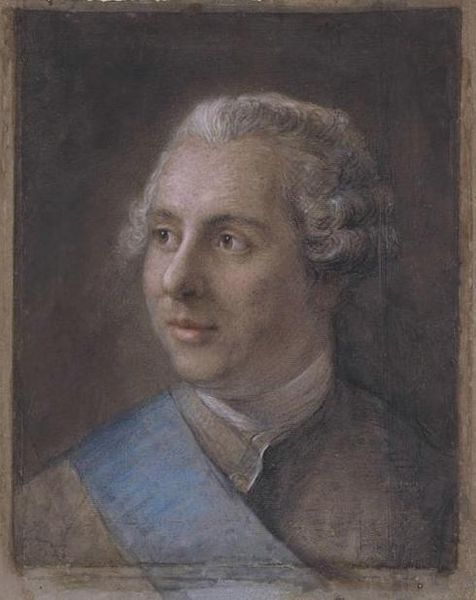
Louis, dauphin de France (1729-1765), vers 1760.
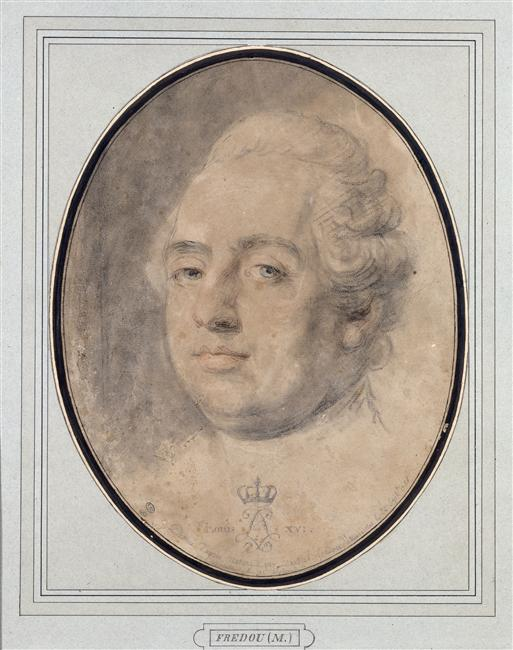
Louis XVI en 1788, 1788.
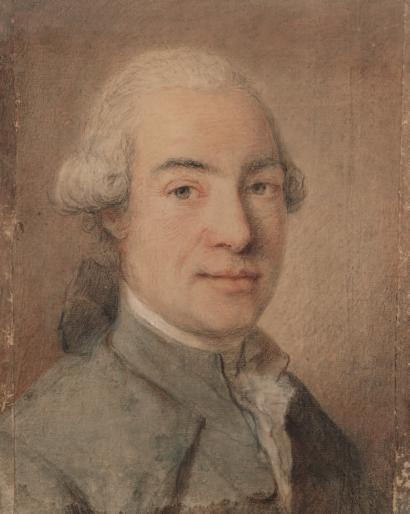
Homme en habit bleu, 1789.

## Collections publiques
- Musée Bonnat, Bayonne : Portrait de M. Suier, chanteur de la Comédie Italienne dans Le Soldat magicien de Anseaume et Danican[10].
- Musée des Beaux-arts, Beaune : Portrait de Louis XV.
- Église de Boissy-la-Rivière (Essonne) : Saint-Hilaire et Saint-Eloi.
- Musée des Beaux-Arts, Boston (États-Uins)[11].
- Musée d'Etampes, Centre culturel de Méréville : portraits au pastel de Madame de Romanet, Madame Regnault de Barres et Madame de Lort, nées de Viart[12].
- Château de 'Maisons-Laffitte : trois portraits du Comte d'Artois, futur Charles X[13].
- Musée du Louvre, Paris : portrait de Madame de Villemomble[14].
- Ambassade de France en Tchéquie, Prague : portrait de Louis XV d'après Van Loo.
- Musée Boijmans, Rotterdam (Pays-Bas) : portrait de la Dauphine, Marie-Josèphe de Saxe[15].
- Château de Versailles, Versailles : nombreux portraits de la famille de France, copies de grands maîtres ou originaux de Frédou[16].

## Expositions publiques
- « Exposition de pastels français des XVIIe et XVIIIe siècles, au profit du musée Quentin de La Tour à Saint-Quentin et de l’École de dessin fondée par Quentin de La Tour », Paris, Hôtel Charpentier (23 mai - 26 juin 1927), catalogue par Émile Dacier et Paul Ratouis de Limay, Paris, G. Vanoest, 1927.
- « De Watteau à Prud'hon », Paris, Galerie Wildenstein (11 au 31 mai 1956), Gazette des beaux-arts, 1956.
- « Les pastels du musée national du Château de Versailles », Musée national du Château de Versailles (1997), catalogue par Xavier Salmon, éd. RMN, Paris, 1997.
- « L'enfant chéri au siècle des Lumières », Musée-Promenade de Marly-le-Roi / Louveciennes, (15 mars-15 juin 2003), catalogue par Christine Kayser, Xavier Salmon et Laurent Hugues, édition de l'Inventaire, 2003.
- « D'Allemagne en Champagne, la vie tumultueuse de Xavier de Saxe (1730-1806), seigneur de Pont-sur-Seine », Maison du Patrimoine de l'agglomération troyenne à Saint-Julien-les-Villas, 17 juin - 8 octobre 2006[17].
- « En société - Pastels du Louvre des 17e et 18e siècles », Musée du Louvre, 7 Juin 2018 - 10 Septembre 2018.
- « Cent portraits pour un Siècle - De la Cour à la ville sous les règles de Louis XV et Louis XVI », Musée Lambinet / Versailles, 6 novembre 2019 - 1er mars 2020.